# مقاطعة دولبا
مقاطعة دولبا هي مدينة من مدن النيبال. يبلغ عدد سكانها 36,700 نسمة وذلك حسب إحصائيات سنة 2011. تبلغ مساحتها 7889 كم².